# Bratz
Bratz är en serie dockor som först lanserades i maj 2001 av företaget MGA Entertainment. Serien med dockor är en konkurrent till Barbie, som tillverkas av Mattel Inc.
Bratzdockorna har större huvud, smalare midja, mindre bröst och större läppar än Barbie. De har även en tuffare, ungdomligare attityd och är mer inriktade mot gatumode. Kroppen hos Bratz-dockorna ser ut som en vanlig smal kropp, men huvudet och fötterna bryter det naturliga. Bratz-teamet lanserade Bratz Boyz år 2002 och Bratz Babyz år 2004. Filmen Bratz: The Movie lanserades på amerikanska biografer 3 augusti 2007. Förutom dockorna finns Bratz som en rad andra produkter, inklusive sminkdockor och mattor.
Bratz-dockorna har fått kritik för att ge unga flickor orealistiska skönhetsideal, bland med avseende på smala midjor, stora läppar och hård sminkning. Bratz har även kritiserats för sina materialistiska värderingar, där intresset är fokuserat på märkeskläder, smink och trendighet. Till Bratz försvar anförs ibland att de är tjejer med starkt självförtroende som umgås i en grupp som omfattar personer med skiftande bakgrund och etnicitet.
Försäljning av Bratzdockorna förbjöds tillfälligt i december 2008 av en amerikansk domstol, efter en framgångsrik stämning av Barbietillverkaren Mattel.
År 2009 lanserade MGA Entertainment den uppföljande serien Moxie Girlz. Moxie Girlz har ett mer naturellt ansikte, mer vardagliga kläder och finare namn. Detta togs emot väl runtom i hela världen och Moxie Girlz har blivit en succé. 2010 lanserades också Moxie Teenz som är en stor docka med olika trender och färger.

### Fotnoter
1. ↑  ”History of Bratz Dolls” (på engelska). History of Dolls. http://www.historyofdolls.com/history-of-famous-dolls/history-of-bratz/. Läst 9 februari 2017.